# Carol Anne Chénard
Pour les articles homonymes, voir Chenard.
Carol Anne Chénard est une arbitre canadienne de football née le 17 février 1977 à l’Île-du-Prince-Édouard au Canada.

## Carrière
Carol Anne Chénard est une arbitre internationale depuis 2006. Elle fait partie des 16 arbitres retenues pour la Coupe du monde de football féminin 2011. De plus, Chénard est l’une des trois seules Canadiennes à être sur la liste des arbitres internationaux de la FIFA pour les matchs de soccer féminin. Elle a reçu son accréditation d’arbitre « internationale » en 2006.
Au Canada, elle arbitre autant des matchs masculins (NASL) que des matchs féminins (W-League). C'est d'ailleurs la seule femme en Amérique du Nord qui pratique le métier d’arbitre en chef lors de matchs masculins de première division.
Elle commence sa carrière d’arbitre au soccer à l’âge de 15 ans. Elle vit alors à Ottawa avec sa famille et joue dans une ligue amateur de soccer. Pour bien comprendre les règles du jeu du soccer, son entraîneur invite les joueuses à suivre un cours d’arbitrage. À l’issue du cours, elle prend goût à l’arbitrage et cesse de jouer. Ses qualités d’arbitre apparaissent vite et elle est recommandée à l’échelle nationale pour des matchs pro et semi-pro. En parallèle, Chénard fait partie pendant quatre ans de l’équipe nationale de patinage de vitesse courte-piste. Elle participe à des coupes du monde et aux championnats canadiens. Elle prend sa retraite du patinage de vitesse en 2002 pour se concentrer sur ses études. En novembre 2008, elle reçoit son doctorat en microbiologie et immunologie de l’Université McGill à Montréal. Elle travaille pour Santé Canada, à Ottawa, au Bureau des substances contrôlées. Microbiologiste le jour, arbitre le soir : pour elle, comme pour tous les arbitres de soccer au Canada, une deuxième carrière est nécessaire, puisque le salaire d’arbitre n’est pas suffisant pour vivre convenablement.  
Elle officie lors des Jeux olympiques d'été de 2012 et aux Jeux olympiques d'été de 2016, arbitrant notamment la finale en 2016.
Elle est désignée par la FIFA pour officier lors de la Coupe du monde féminine de football 2019 en France, mais elle doit se retirer peu avant la compétition à la suite d'un diagnostic de cancer du sein.
Le 13 octobre 2020, elle annonce sa retraite nationale et internationale.